# Nik Prunk
Nik Prunk, slovenski voznik relija, *27. februar 2003, Izola.
Nik Prunk je športnik od leta 2012, kjer se je pričel zanimati za judo in karting. Karting je pričel leta 2013, tedaj je tudi v mladinskem razredu Gazela Free, na AMZS centru varne vožnje na Vranskem,  osvojil zmago za državno prvenstvo (vozil je za Športni klub Mega). Judo je pričel leta 2012, ter se udeleževal tekmovanj do leta 2018. Leta 2021 je prvič nastopil na OPV Šport Rally Day, kjer je tudi začel svojo prvo reli sezono.

## Judo
V vseh judo tekmovanjih je Nik Prunk dosegel 36 zmag. Prvič se je boril leta 2012, kjer je zasegel prve 3 zmage ter 3 poraze. V sledečih šestih letih je tekmoval vsako leto, z izjemo leta 2013. Leta 2014 je dosegel 6 zmag od 6 borb v katerih se je boril, kar bi predstavljalo 100% dosežek. 2015 si je priboril 8 zmag od 13 borb. 2016 je ponovno dosegel 100% dosežek z 11 zmagami in nobenim porazom. Sledeče leto je dosegel četrti najboljši rezultat v svoji judo karieri, z 5 zmagami ter 3 porazi. Leta 2018 je tretjič in zadnjič dosegel 100% dosežek s 3 zmagami na svojem prvem slovenskem državnem prvenstvu U16.

### Dosežki po letih
| Leto   | Borbe | Zmage | Porazi | Dosežek |
| ------ | ----- | ----- | ------ | ------- |
| 2012   | 6     | 3     | 3      | 50%     |
| 2014   | 6     | 6     | 0      | 100%    |
| 2015   | 13    | 8     | 5      | 62%     |
| 2016   | 11    | 11    | 0      | 100%    |
| 2017   | 8     | 5     | 3      | 63%     |
| 2018   | 3     | 3     | 0      | 100%    |
| Skupaj | 47    | 36    | 11     | 77%     |

Vir

## Reli
Nik Prunk se je prvič pridružil svetu reli-ja, leta 2021. Tisto leto je tudi odpeljal svojo prvo reli sezono. Vozil je za Športni klub Mega. Svoje prvo leto je odvozil s sovoznico Hano Vihtelič v Peugeot 208 kategorije R2, z izjemo na Rally del Friuli Venezia Giulia, kjer je Hano nadomestil Enej Bobič. Skupaj z Enejem je odvozil celotno 2022 sezono, katera se je zaključila z dirko Rally Idrija.

### Reli 2021
| Event                           | Sovoznik      | Avto           | Mesto |
| ------------------------------- | ------------- | -------------- | ----- |
| OPV Šport Rally Day             | Hana Vihtelič | Peugeot 208 R2 | /     |
| AMTK Rally Velenje              | Hana Vihtelič | Peugeot 208 R2 | #57   |
| WITHU Rally Vipavska Dolina     | Hana Vihtelič | Peugeot 208 R2 | #23   |
| Rally Železniki                 | Hana Vihtelič | Peugeot 208 R2 | #31   |
| Rally del Friuli Venezia Giulia | Enej Bobič    | Peugeot 208 R2 | #53   |
| MAHLE Rally Nova Gorica         | Hana Vihtelič | Peugeot 208 R2 | /     |
| INA Rally Poreč                 | Hana Vihtelič | Peugeot 208 R2 | #19   |
| Rally Idrija                    | Hana Vihtelič | Peugeot 208 R2 | #27   |

### Reli 2022
| Event                       | Sovoznik   | Avto               | Mesto |
| --------------------------- | ---------- | ------------------ | ----- |
| WITHU Rally Vipavska Dolina | Enej Bobič | Peugeot 208 Rally4 | #17   |
| AMTK Rally Velenje          | Enej Bobič | Peugeot 208 Rally4 | /     |
| INA Delta Rally             | Enej Bobič | Peugeot 208 Rally4 | /     |
| Rally Železniki             | Enej Bobič | Peugeot 208 Rally4 | #11   |
| MAHLE Rally Nova Gorica     | Enej Bobič | Peugeot 208 Rally4 | #10   |
| Rally Soča Valley           | Enej Bobič | Peugeot 208 Rally4 | #5    |
| Rally Idrija                | Enej Bobič | Peugeot 208 Rally4 | /     |

Vir